# ویتاکر ۷۹۴۸
سیارک ۷۹۴۸ (به انگلیسی: 7948 Whitaker، نامگذاری:1992HY) هفت هزار و نهصد و چهل و هشتمین سیارک کشف شده‌است که در ۲۴ آوریل ۱۹۹۲ کشف شد.
قدر مطلق سیارک برابر ۱۴٫۲۰ است.